# Sofia Mestari
Sofia Mestari (* 1980) ist eine französische Sängerin marokkanischer Herkunft.

## Leben und Wirken
Im Alter von zehn Jahren kam Sofia Mestari mit ihrer Familie nach Paris.
Sie trat beim Eurovision Song Contest 2000 für Frankreich mit dem Pop-Chanson On aura le ciel an und erreichte den 23. und somit zweitletzten Platz mit fünf Punkten. Im selben Jahr erschien dann ihr Debüt-Album. 2003 folgte das zweite Album En plein cœur de la nuit und die Ballade Ne pars pas konnte sich in den französischen Charts auf 27 platzieren. Ihr drittes Album La vie en entier erschien 2008.

## Diskografie
Alben
- 2000: On aura le Ciel
- 2003: En plein cœur de la nuit
- 2008: La vie en entier
- 2011: À la croisée des chemins